# Стешко Федір Миколайович
Федір (Хведір) Миколайович Стешко (4 вересня 1877, Кам'янка, Чернігівської губернії — 31 грудня 1944, Прага) — військовий секретар Української Далекосхідної Республіки, громадський та культурний діяч, музикознавець, керівник української громади Владивостоку. Полковник Армії УНР. Начальник культурно-освітнього відділу Генерального штабу Армії УНР. На еміграції — завідувач кафедри історії музики Українського високого інституту імени Драгоманова, член редколегії часописі «Українська музика», дослідник церковної музики Закарпаття.

## Біографія

### Молоді роки та навчання
Народився в Кам'янці. Музичну освіту розпочав у 7-річному віці, навчаючись у зразковій церковно-парафіяльній школі при Київській духовній семінарії, де за добрий голос та слух малого Федора обрали до церковного хору. Восени 1888 р. вступив до Софіївської духовної школи, у котрій вже з першого року навчання почав співати в архієрейському хорі Михайлівського монастиря. Свої музичні знання Стешко поглиблював у Київській семінарії, до якої вступив 1892 р. Додатково навчався у приватній школі С. Блюменфельда, де на той час викладав і Микола Лисенко — його підпис стоїть на першому місці на посвідці, котру Федір отримав після закінчення цих курсів. Одним з його товаришів під час навчання в музичному приваті був майбутній видатний хормейстер Олександр Кошиць. Головну увагу Стешко приділяв студіюванню теорії музики, займаючись у Любомирського. Після закінчення в 1898 р. семінарії Федір Миколайович був призначений вчителем церковно-парафіяльної школи в Таращі, де працював також диригентом соборного хору.
1899 р. різко змінює життєвий шлях, вступивши до Київського військового училища, після закінчення котрого в 1901 р., у званні старшини, його було призначено на Далекий Схід, де Стешко організував військовий полковий хор.

### На початку XXст.
1908 року Ф. Стешко вступив до Олександрівської військово-юридичної академії. Перебуваючи протягом 3-х років у столиці, поглиблював свою музичну освіту, ретельно вивчаючи історію музики у професора консерваторії Л. Саккетті. Закінчивши в 1911 р. академію, підготувався та 1912 р. успішно склав державні іспити при юридичному факультеті Новоросійського університету, після чого повернувся до свого полку на Далекий Схід. У середині 1914 р. Стешко був призначений на посаду помічника військового прокурора Владивостоцького гарнізону. Перебуваючи протягом шести років у місті, брав активну участь у музичному житті, обирався членом ради місцевого відділення Імператорського музичного товариства.
Згодом підполковник Ф. Стешко став одним з організаторів Владивостоцької Української Громади, що була створена 26 березня 1917 р., був обраний головою музичної секції Громади та диригентом її хору, з котрим того ж року взяв участь у Шевченківському святі. У травні організував великий концерт української народної пісні, що мав великий успіх серед місцевої публіки. З цього часу й до свого від'їзду з Владивостока Федір Миколайович залишався активним учасником місцевого українського культурного життя, виступаючи як хормейстер і диригент на численних національних концертах та святах.
Наприкінці 1917 р., в умовах революційного хаосу та анархії після більшовицького перевороту в Петрограді, Стешко демобілізувався з війська та присвятив себе музично-педагогічній діяльності в місті. З розгортанням громадянської війни та встановленням на Далекому Сході колчаківської влади Стешка, як кадрового військового, було покликано на службу та підвищено — отримав звання полковника й посаду помічника військового прокурора Приамурського військового округу. В лютому 1920 р., після поразки білогвардійців, Ф. Стешко разом з частинами чехословацького корпусу морем виїхав до Європи.
Прибувши до Праги, Ф. Стешко виїхав в Україну, де перебувала його родина, котра виїхала з Далекого Сходу ще раніше. На початку липня 1920 р. він прибув до Кам'янця-Подільського, котрий за кілька днів зайняли більшовики. Перебуваючи в місті, Стешко бере участь у заснуванні в Кам'янці «Народної консерваторії», у якій він викладає теорію музики та працює диригентом одного з місцевих хорів. У місті він пробув близько п'яти місяців і виїздить до Польщі, спочатку до Ченстохови, а згодом — у Тарнів, де в 1920–1922 рр. Федір Миколайович очолював культурно-освітній відділ Генерального штабу Армії УНР.

### Празький період
1922 року, довідавшись про створення у Празі Українського вільного університету, Стешко переїхав туди для продовження своїх музичних студій. Протягом 1923–1926 рр. навчався на факультеті філософії Карлового університету. 1923-го року почав викладати музикознавство в новозаснованому Українському високому інституті ім. М. Драгоманова. 1924 року, разом з Н. Нижанківським, П. Щуровською та Ф. Якименком, став засновником музично-педагоґічного відділу УВПІ та був обраний його секретарем. Згодом Стешко став завідувачем кафедри історії музики, професором, членом Сенату інституту.
1931 року Федір Миколайович відбув у подорож до Галичини з метою збирання матеріалів до праці про чеських музик в українській церковній музиці. Після закриття УВПІ 1934 р. очолив музичний відділ Слов'янського інституту та виступив ініціатором створення при інституті Архіву слов'янської музики, зокрема його українського відділу. Матеріал до збірки збирав у відрядженні до Болгарії та Югославії 1935 р. У 1934–1937 роках, перебуваючи в Ужгороді, досліджував історію церковного співу на Підкарпатській Русі, літургічні твори старовинних греко-католицьких священників — композиторів Закарпаття. З 1937 року почав співпрацювати зі щойно заснованим у Львові часописом «Українська музика», з 1938 р. член його редакційної колегії.
Як зазначала дослідниця творчості Ф. Стешка Т. Беднаржова:
|  | «він зумів вникнути в малодосліджені ділянки української церковної музики, окреслити сферу її розвитку, зазначаючи, що український церковний спів є одним з найкращих у світі зі своїми стародавніми розспівами та новішими композиціями майстрів церковного співу кінця XVIII та початку ХІХ ст.» |

У колі інтересів українського музикознавця значне місце займала творча спадщина композитора, співака й диригента Дмитра Бортнянського (1751–1825). Окрема робота науковця присвячена історії виходу в 1882 році під редакцією композитора Петра Чайковського праці «Полное собрание духовно-музыкальных сочинений Д. Бортнянского». Це дослідження Федір Стешко публікував частинами в місячнику «Українська музика» в 1938 році.
Помер Федір Миколайович Стешко 1944 року, похований на Ольшанському цвинтарі.

## Творчість
Під редакцією Стешка Українським музичним товариством було видано 5 випусків пісень німецьких композиторів XIX ст. для голосу в українських перекладах, зроблених спеціально для цього видання. Він співпрацював в Українській загальній енциклопедії (1930–33, Львів) та в чеських енциклопедичних виданнях, таких як «Pazdrikuv Hudebni Slovnik Naucny» (Брно, 1929–38). Після поїздок на Закарпаття написав працю «Церковна музика на Підкарпатській Русі» (Ужгород, 1936). Ф. Стешко є одним з перших дослідників давньоукраїнської музики, займався транскрипцією нотного письма зі старовинних церковних книг. Так у Хорватії він переписував старослов'янські літургічні книги православного обряду. З найбільш відомих праць, присвячених цій темі — «Перші українські нотодруки» (Прага, 1929), «Джерела до історії початкової доби церковного співу на Україні» (Прага, 1929), «Перші українські церковні композиції» (Львів, 1939).
За 20 років праці в музикознавстві уклав картотеку української музичної літератури, збирав матеріали для словника українських та слов'янських музик, склав поважну музичну бібліотеку з книжок та нот різними мовами, зібрав та систематизував твори Д. Бортнянського, був членом «Драгоманівської комісії» при Українському інституті громадознавства.